# Juan III de Alejandría
Juan III de Alejandría (fl. 680) fue el 40.º papa de Alejandría y patriarca de la Sede de San Marcos.

## Biografía
Según la Historia de los Patriarcas de la Iglesia de Alejandría, nació en la localidad de Samanoud, una ciudad en el norte de Egipto, por lo que también es conocido como papa Juan III de Samanoud. Hizo una peregrinación al Uadi Habib, cerca de Assiut, cayó enfermo y experimentó una curación considerada milagrosa, por lo que ingresó al Monasterio de los Hermanos (Dair al-Ijuah) en Fayún. Menas, obispo de esta región, le ordenó sacerdote, y el patriarca Agatón lo llevó a Alejandría y lo nombró arcipreste de su diócesis. Cuando murió, Juan fue elegido para sucederlo.
Durante su papado, el gobernante musulmán de Damasco era Marwán I, ya que después de la muerte de Yazid, hijo de Muawiya y de su hijo Muawiya II, Marwan I tomó el control del Oriente y de Egipto. Marwan I hizo a sus hijos gobernadores sobre todas las provincias. Nombró a su hijo Abd al-Aziz ibn Marwan gobernador de Egipto y a su hijo mayor Abd al-Malik ibn Marwan gobernador de Damasco, quien más tarde se convertiría en el sucesor de su padre. En esos momentos, los gobernantes omeyas todavía estaban en guerra con Abdullah bin Zubayr.
Cuando Abd al-Aziz se convirtió en gobernador de Egipto, el papa Juan III escribió desde Alejandría a Misr (El Cairo) a los dos escribas que presidían su diván, para darles a conocer lo que se había hecho con respecto al sello, que estaba colocado en todos los lugares, y el problema que tenía con los calcedonios. Acto seguido, estos escribas enviaron mensajeros a Alejandría con instrucciones de que el sello se rompiera en los lugares así señalados, y que todas las propiedades de la Iglesia se entregaran al Padre Patriarca.
En 680, el papa Juan III reconstruyó la Catedral Ortodoxa Copta de San Marcos de Alejandría.

## Obra
Juan III escribió Las cuestiones de Teodoro sobre diferentes dudas teológicas expuestas por un sacerdote de nombre Teodoro, centradas principalmente sobre pasajes bíblicos complicados para un sencillo sacerdote, por lo que pidió a su patriarca que le iluminara. Se referían, entre otra, a temas escatológicos sobre el destino de los pecadores en el Más Allá. y que mientras que la condenación eterna estaba reservada para los no bautizados, el alma del cristiano que había pecado sería purificada en el fuego del purgatorio según la gravedad de sus pecados Este concepto del purgatorio, aunque prevaleció en el siglo VII, fue abandonado más tarde por la Iglesia copta.